# Історизм (архітектура)

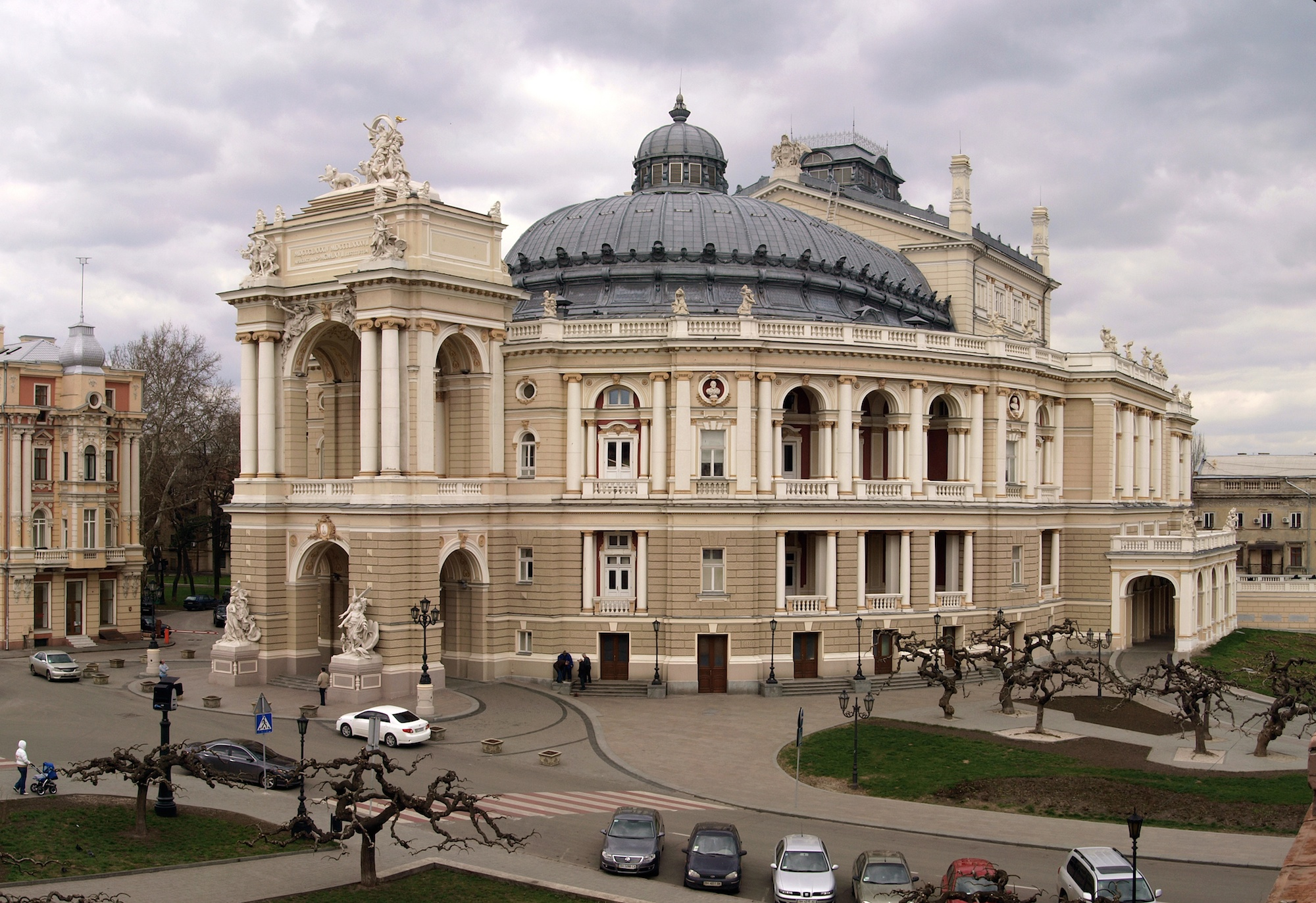
Оперний театр в Одесі

Істори́зм в архітектурі — це повернення до стилів минулого.

## Визначення
Термін з'явився у 1950-х роках для визначення течії XIX століття, для якої було характерним використання елементів попередніх стилів. У Радянському союзі відбулося розгалуження історизму на історизм та еклектику, де еклектика характеризувала вільну суміш стилів, тоді як історизм використовували для визначення чистих стильових інтерпретацій, наприклад неоготики. У Франції замість терміна історизм використовують термін Боз-ар, який дістав свою назву відповідно до школи Beaux Arts. У Великій Британії архітектура історизму визначається стилями королеви Ганни, Тюдорів, Якобинським, королеви Елізабет (Єлизавети) та Вікторіанським.

## Дослідження
Історизм у Радянському союзі досліджували Є. Кириченко, Є. Борисова, А. Уиттік, В. Ясієвич.
Інтерпретації окремих європейських стилів:
- Неогрек
- Неовізантійський стиль
- Неороманський стиль
- Неоготика
- Неоренесанс
- Неокласицизм
- Необароко
- Неорококо

Інтерпретації окремих стилів сходу:
- Неомавританський стиль
- Єгиптизуючий стиль

Напрями:
- Федеральна архітектура
- Регентська архітектура
- Німецька курортна архітектура
- Вікторіанська архітектура
- Неорумунська архітектура
- Швейцарський стиль